# Frankton (Warwickshire)
Frankton – wieś w Anglii, w hrabstwie Warwickshire, w dystrykcie Rugby. Leży 16 km na wschód od miasta Warwick i 126 km na północny zachód od Londynu. W 2001 miejscowość liczyła 344 mieszkańców.